# Albert Niemann

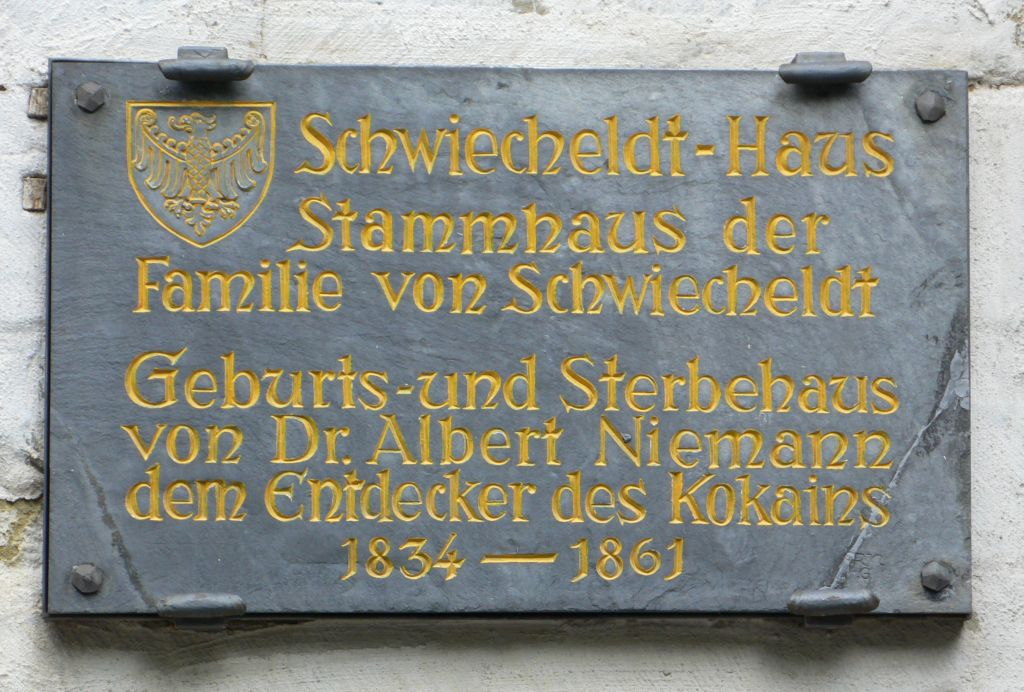
Pamětní deska v Goslaru

Albert Friedrich Emil Niemann (20. května 1834 Goslar – 19. ledna 1861 tamtéž) byl německý chemik. V roce 1859 – přibližně ve stejnou dobu jako Paolo Mantegazza – izoloval kokain a svůj nález publikoval v roce 1860.

## Život
Niemann se narodil v Goslaru (tehdy Hannoverském království) jako syn ředitele školy. V roce 1849 nastoupil do učení na radniční lékárně v Göttingenu, od roku 1852 pak studoval na místní univerzitě. 

### Kokain
Niemann izoloval kokain z listů koky v roce 1859. V 19. století byl mezi evropskými chemiky velký zájem o účinky listů koky objevených v Latinské Americe. V roce 1855 chemik Friedrich Gaedcke publikoval pojednání o aktivním alkaloidovém extraktu z listu koky, který nazval erythroxylin, podle rodu Erythroxylum, ze kterého se získávají listy bohaté na kokain. Tento extrakt mohl být kokain, i když nečistý. Popis publikoval v časopise Archiv der Pharmazie. 
Friedrich Wöhler, profesor chemie na univerzitě v Göttingenu, nechal do Německa dovézt listy koky Karlem von Scherzerem, členem rakouské expedice Novara, a dal tyto listy svému postgraduálnímu studentovi Niemannovi k analýze. V roce 1859 Niemann izoloval kokain z listů koky, a poté vyvinul vylepšený proces čištění. Extrahoval primární alkaloid a pojmenoval složku „kokain“ . Popsal „bezbarvé průhledné hranoly“ alkaloidu a uvedl, že „jeho roztoky mají zásaditou reakci, hořkou chuť, podporují tok slin a zanechávají zvláštní necitlivost, po níž při aplikaci na jazyk následuje pocit chladu.“ Své zjištění publikoval v roce 1860 ve své disertační práci s názvem Über eine neue organische Base in den Cocablättern (O nové organické bázi v listech koky). Tato disertační práce mu vynesla titul Ph.D. a byla publikována v roce 1860 v časopise Archiv der Pharmazie.

### Hořčičný plyn
Během experimentů s ethylenem a sirným dichloridem v roce 1860 Niemann produkoval yperit. Byl mezi prvními, kdo dokumentoval jeho toxické účinky, ale možná nebyl první, kdo ho syntetizoval. V roce 1860 a téměř souběžně s Niemannem ohlásil Frederick Guthrie stejnou reakci jako Niemann. Guthrie také v té době zaznamenal toxické vlastnosti yperitu. 
V roce 1860 Niemann popsal vlastnosti yperitového plynu takto: Vyznačuje se tím, že i stopy přicházející do styku s kůží, ač zpočátku nebolestivé, vedou po několika hodinách k zarudnutí kůže a v následujících dnech k puchýřům, které hnisají a hojí se pomalu a velmi obtížně, zanechávajíce za sebou značné jizvy.

## Smrt
Niemann zemřel 19. ledna 1861 ve svém rodném městě Goslar, údajně na „hnisání plic“. Pracoval od roku 1860 s yperitem a vystavení se tomuto jedu pravděpodobně zapříčinilo jeho smrt. Jeho kolega Wilhelm Lossen pak pokračoval ve výzkumu a identifikoval chemický vzorec kokainu v roce 1862. 